# Preaek Chrey (Kampong Leav)
Preaek Chrey es una comuna (khum) del distrito de Kampong Leav, en la provincia de Prey Veng, Camboya. En marzo de 2008 tenía una población estimada de 6183 habitantes.
Se encuentra ubicada al sur del país, a escasa distancia de los ríos Mekong y Bassac, y de la frontera con Vietnam.